# Lisa Folawiyo
Lisa Folawiyo, née en 1976, est une styliste de mode nigériane.

## Biographie
Née en 1976, Lisa Folawiyo a une formation en droit, qu'elle a étudié pendant 6 ans à l'université de Lagos, et a pratiqué pendant un an, avant de changer complètement de domaine d'activité,,,.
Elle lance sa marque Jewel by Lisa en 2005.
Elle est connue pour avoir  associer des tissus africains, les wax, d'Afrique de l'Ouest aux techniques modernes de couture,. Ses collections font l'objet de présentations au Nigeria, ainsi qu'à New York. Des personnalités telles que Issa Rae, Lupita Nyong'o, Solange Knowles, Agbani Darego , Genevieve Nnaji, ou encore Tiwa Savage, ont porté ses créations,,. Ses collections sont également présentés au Royaume-Uni et en Afrique du Sud, 

## Distinctions
- 2012: Africa Fashion Award
- 2014: L'un des huit talents émergents pour WWD Women's Wear Daily[13]
- 2015: Fait partie des 500 personnalités sélectionnées par The Business of Fashion (BoF)